# Elecciones parlamentarias de Venezuela de 1983
Las elecciones parlamentarias de Venezuela de 1983 se celebraron, junto con las elecciones presidenciales, el 4 de diciembre del mencionado año para renovar el Senado y la Cámara de Diputados de Venezuela. Con una participación del 87.3% del electorado registrado.
El partido Acción Democrática, que contaba con el "voto castigo" al gobierno saliente de Luis Herrera Campins, obtuvo mayoría absoluta en ambas cámaras con 113 de 200 diputados y 28 de 44 senadores. Al mismo tiempo su candidato, Jaime Lusinchi, se alzaba con un aplastante 56% de los votos en las elecciones presidenciales. El hasta entonces partido gobernante Copei sufrió una fuerte derrota, pero continuó siendo la segunda fuerza más votada. El tercer partido más votado fue el Movimiento al Socialismo, que conservó sus dos senadores (único partido aparte de AD y Copei en mantener representación en ambas cámaras) y perdió uno de sus 11 diputados, quedándole 10.

## Resultados
| Partido                                | Votos     | %    | Escaños   | Escaños | Escaños   | Escaños |
| Partido                                | Votos     | %    | Diputados | +/-     | Senadores | +/-     |
| -------------------------------------- | --------- | ---- | --------- | ------- | --------- | ------- |
| Acción Democrática                     | 3 284 166 | 49.9 | 113       | +25     | 28        | +7      |
| Copei                                  | 1 887 226 | 28.7 | 60        | -24     | 14        | -7      |
| Movimiento al Socialismo               | 377 795   | 5.7  | 10        | -1      | 2         | 0       |
| Opinión Nacional                       | 130 022   | 2.0  | 3         | +3      | 0         | 0       |
| Movimiento Electoral del Pueblo        | 129 263   | 2.0  | 3         | -1      | 0         | 0       |
| Unión Republicana Democrática          | 125 458   | 1.9  | 3         | 0       | 0         | 0       |
| Partido Comunista de Venezuela         | 115 162   | 1.7  | 3         | +2      | 0         | 0       |
| Movimiento de Izquierda Revolucionaria | 103 923   | 1.6  | 2         | -2      | 0         | 0       |
| Nueva Alternativa                      | 68 729    | 1.0  | 1         | Nuevo   | 0         | Nuevo   |
| Independientes con el Cambio           | 63 822    | 1.0  | 0         | Nuevo   | 0         | Nuevo   |
| Movimiento de Integración Nacional     | 59 870    | 0.9  | 1         | 0       | 0         | 0       |
| Liga Socialista                        | 53 506    | 0.8  | 1         | 0       | 0         | 0       |
| Causa Radical                          | 35 304    | 0.5  | 0         | 0       | 0         | 0       |
| La Nueva República                     | 29 642    | 0.5  | 0         | Nuevo   | 0         | Nuevo   |
| Comité Independiente Mayoritario       | 18 762    | 0.3  | 0         | Nuevo   | 0         | Nuevo   |
| Rescate Nacional                       | 15 083    | 0.2  | 0         | v       | 0         | Nuevo   |
| Grupo de Acción Revolucionario         | 15 033    | 0.2  | 0         | 0       | 0         | 0       |
| Frente de Unidad Nacionalista          | 12 262    | 0.2  | 0         | 0       | 0         | 0       |
| Nueva Generación Democrática           | 10 288    | 0.2  | 0         | Nuevo   | 0         | Nuevo   |
| Movimiento Independiente Organizado    | 10 020    | 0.2  | 0         | Nuevo   | 0         | Nuevo   |
| Otros 29 partidos                      | 35 563    | 0.5  | 0         | –       | 0         | –       |
| Votos en blanco/anulados               | 244 281   | –    | –         | –       | –         | –       |
| Total                                  | 6 825 180 | 100  | 200       | +1      | 44        | 0       |
| Fuente: Nohlen                         |           |      |           |         |           |         |